# Fariometra parvula
Fariometra parvula is een haarster uit de familie Antedonidae.
De wetenschappelijke naam van de soort werd in 1895 gepubliceerd door Clemens Hartlaub.